# Intoxicação por betabloqueadores
A intoxicação por betabloqueadores dá-se através da ingestão excessiva de medicamentos conhecidos como betabloqueadores, por acidente ou propositadamente. Isso geralmente causa uma frequência cardíaca lenta e pressão arterial baixa. Alguns betabloqueadores também podem causar batimentos cardíacos irregulares ou baixo nível de açúcar no sangue. Os sintomas geralmente ocorrem nas primeiras duas horas, mas com algumas formas de medicação podem não começar até 20 horas. Uma pessoa pode receber alta se não apresentar nenhum sintoma 6 horas após tomar uma preparação de libertação imediata.
Betabloqueadores incluem metoprolol, bisoprolol, carvedilol, propranolol e sotalol. Alterações no ECG podem incluir prolongamento de PR e QRS largo. Medir os níveis sanguíneos de betabloqueadores não é útil. Outras condições que podem apresentar-se de maneira semelhante incluem toxicidade do bloqueador dos canais de cálcio, síndrome coronariana aguda e hipercalemia.
O tratamento pode incluir esforços para reduzir a absorção do medicamento, incluindo: carvão ativado tomado por via oral se administrado logo após a ingestão ou irrigação intestinal completa se uma fórmula de libertação prolongada foi tomada. Esforços para provocar o vómito não são recomendados. Os medicamentos para tratar os efeitos tóxicos incluem: fluidos intravenosos, bicarbonato de sódio, glucagon, insulina em altas doses, vasopressores e emulsão lipídica. A oxigenação por membrana extracorporal e estimulação elétrica também podem ser opções. Alguns betabloqueadores podem ser removidos por diálise.